# Steve Sumner
Steven Paul Sumner (ur. 2 kwietnia 1956 w Preston, zm. 8 lutego 2017) – nowozelandzki piłkarz, reprezentant kraju.

## Kariera piłkarska
Karierę rozpoczął w 1973 w klubie Christchurch United. W 1981 miał krótki epizod w Newcastle KB United. W 1982 miał krótki epizod w West Adelaide SC. W 1983 przeszedł do Manurewa AFC. W 1987 przeszedł do Gisborne City. W 1988 powrócił do Christchurch United. W 1989 zakończył karierę piłkarską.

## Kariera reprezentacyjna
Karierę reprezentacyjną rozpoczął w 1976. W 1982 został powołany przez trenera Johna Adsheada na Mistrzostwa Świata 1982, gdzie reprezentacja Nowej Zelandii odpadła w fazie grupowej. Karierę zakończył w 1988, a w reprezentacji zagrał w 58 spotkaniach i strzelił 22 bramki.